# Salpis occulta
Salpis occulta är en fjärilsart som beskrevs av Frederick H. Rindge 1971. Salpis occulta ingår i släktet Salpis och familjen mätare. Inga underarter finns listade.